# Lepidotrigona trochanterica
Lepidotrigona trochanterica är en biart som först beskrevs av Cockerell 1920.  Lepidotrigona trochanterica ingår i släktet Lepidotrigona och familjen långtungebin. Inga underarter finns listade i Catalogue of Life.